# Немет, Ласло (кардинал)
Ла́сло Не́мет (серб. Ласло Немет, венг. Német László, также Ладислав Немет род. 7 сентября 1956, Оджаци, Воеводина, Социалистическая Республика Сербия, Югославия) — первый сербский кардинал венгерского происхождения, вербист. Епископ Зренянина с 23 апреля 2008 по 5 ноября 2022. Архиепископ Белграда с 5 ноября 2022. Кардинал-священник с титулом церкви Санта-Мария-Стелла-Марис с 7 декабря 2024.

## Ранние годы, образование и священство
Ласло Немет родился в Оджаках в 1956 году, в Воеводине в венгерской семье. Вступил в орден Вербистов 7 сентября 1977 года, а высшее образование получил в Пененжно, в Польше. В том же городе 8 сентября 1982 года он принёс вечные монашеские обеты. Магистратуру окончил в Люблинском католическом университете 7 апреля 1983 года, а в священники был рукоположен в Оджаках 1 мая 1983 года. С 1985 по 1987 год продолжал обучение в Риме, а с 1987 по 1990 год был университетским духовником на Филиппинах.

## Академическая карьера и монашеское служение
В 1994 году получил докторскую степень по догматике в Папском Григорианском университете в Риме. С 1994 по 2000 год преподавал догматику в Австрии в Высшей философско-теологической школе Вербистов, а с 2000 по 2004 год выполнял обязанности в постоянном международном представительстве Святого Престола в Вене.
С 2004 по 2007 год был провинциалом ордена Вербистов в Венгрии, а 15 июня 2006 года был назначен генеральным секретарём Венгерской католической епископской конференции, исполняя эту должность до 2008 года.

## Епископ и архиепископ
Папа Бенедикт XVI 23 апреля 2008 года назначил его епископом Зренянина. Епископская хиротония состоялась 5 июля того же года в Зренянинском соборе, возглавлял хиротонию кардинал Петер Эрдё.
В 2016 году он был избран президентом Международной епископской конференции святых Кирилла и Мефодия на пятилетний срок, и был переизбран на второй пятилетний срок в 2021 году. Ранее, с апреля 2011 года по 16 марта 2016 года, занимал должность генерального секретаря той же Конференции.
С 25 сентября 2021 года исполняет обязанности вице-президента Совета европейских епископских конференций (CCEE).
Папа Франциск, в день памяти святых Сирмийских мучеников, 5 ноября 2022 года назначил его архиепископом и митрополитом Белграда.

## Кардинал
6 октября 2024 года во время Ангелуса Папа Франциск объявил Ласло Немета в числе новых кардиналов, которых он собирается назначить на консистории от 8 декабря этого года, дата была позднее была перенесена на 7 декабря.

## Разное
Владеет венгерским, сербским, английским, немецким, польским, итальянским и хорватским языками.